# 社會救助
社會救助是一種社會福利，主要是協助低收入戶，以及遭遇急難的受災戶，維持其基本生活水準。又稱為公共救助，是所得維持政策中的一環，目的在維持國民最低「基本」生活水準所需的所得。
實施方式包括：
- 低收入戶生活補助或醫療補助。
- 災害救助、急難救助。
- 透過以工代賑的方式，積極協助人民自立，使其能自給自足。

《社會救助法》於1980年頒布，經過多次修正。最新修正日期為民國 104 年 12 月 30 日。
- 秉持原則：主動關懷，尊重需求，協助自立。
- 制定目的：照顧低收入戶及救助遭受急難或災害者，並協助其自立。
- 工作面向：分為生活扶助、醫療補助、急難救助及災害救助等方面。